# Oskar Wackerzapp
Oskar Lambert Erich Wackerzapp (ur. 12 marca 1883 w Strasburgu, zm. 8 sierpnia 1965 w Bad Kissingen) – niemiecki urzędnik i polityk, starosta powiatu niemodlińskiego (1918–1932), pełniący obowiązki nadburmistrza Bytomia (1933), po wojnie działacz CDU i deputowany do Bundestagu.

## Życiorys
Wackerzapp urodził się w Strasburgu jako syn prezesa Urzędu kolejowego Rzeszy Michaela Wackerzappa i jego żony Caroline Mügel. Studiował prawo na Uniwersytecie w Heidelbergu, a w 1901 roku został członkiem organizacji studenckiej Corps Suevia. Po zdaniu państwowych egzaminów prawniczych i odbyciu aplikacji adwokackiej, został zatrudniony w administracji rejencji opolskiej.
W latach 1918–1932 był starostą powiatu niemodlińskiego (Landkreis Falkenberg). W 1919 zawarł w Niemodlinie związek małżeński z Luise Bertą Zolna. W 1932 rząd Franza Papena mianował go szefem policji Górnośląskiego Okręgu Przemysłowego z siedzibą w Gliwicach. W 1933 Wackerzapp przez krótki czas pełnił obowiązki nadburmistrza Bytomia, po czym pracował jako prezes Śląskich Kas Oszczędnościowych z siedzibą we Wrocławiu.
Po II wojnie światowej osiadł w Niemczech Zachodnich. W 1949 został wybrany do niemieckiego Bundestagu, gdzie zasiadał do końca kadencji w 1953.